# Левицький Роман Іванович
Левицький Роман Іванович (1925, Житомир — 1943) — сержант Робітничо-селянської Червоної Армії, учасник німецько-радянської війни, Герой Радянського Союзу (1944).

## Біографія
Роман Левицький народився у 1925 році в Житомирі. Син відомого археолога Левицького Івана Федоровича. Перед Другою світовою війною проживав у селищі Безлюдівка Харківського району Харківської області Української РСР. У жовтні 1941 року опинився в окупації. Після звільнення в березні 1943 року Левицький був призваний на службу в Робітничо-селянську Червону Армію і направлений на фронт Великої Вітчизняної війни. У липні 1943 року був поранений.
До вересня 1943 року гвардії сержант Роман Левицький командував відділенням 184-го гвардійського стрілецького полку 62-ї гвардійської стрілецької дивізії 37-ї армії Степового фронту. Відзначився під час битви за Дніпро. 28 вересня 1943 року Левицький одним з перших переправився через Дніпро в районі села Мишурин Ріг Верхньодніпровського району Дніпропетровської області Української РСР і взяв активну участь у боях за захоплення і утримання плацдарму на його західному березі. В боях за Мишурин Ріг він особисто знищив 11 ворожих солдатів і офіцерів. 3 жовтня 1943 року Левицький замінив вибулого зі строю командира роти і підняв її в атаку, відбивши німецьку контратаку. Під час наступних боїв, за одними даними, помер від отриманих поранень 18 жовтня 1943 року, за іншими даними — зник безвісти.

## Нагороди і пам'ять

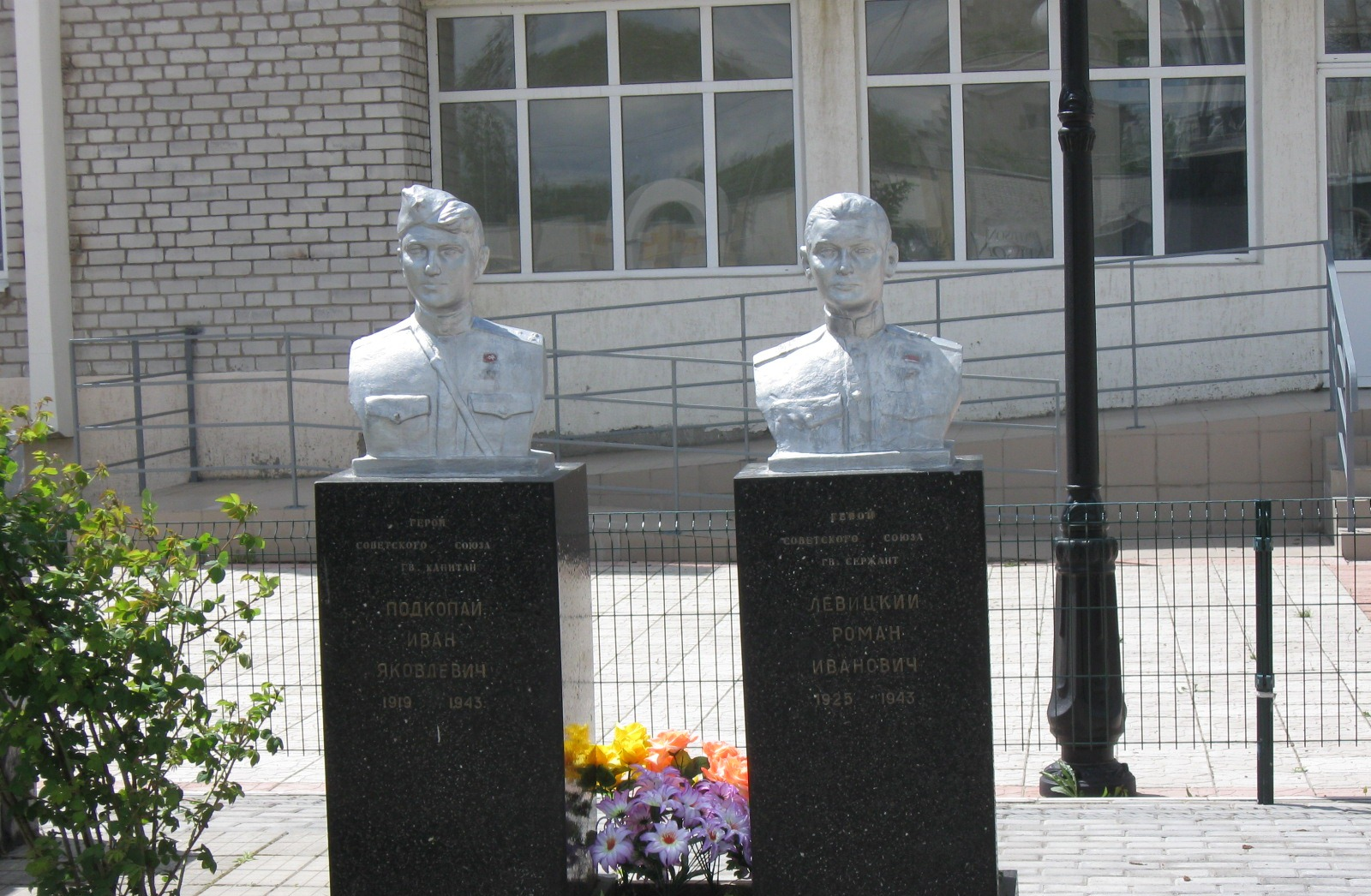
Бюсти героям Левицькому та Підкопаю біля селищної ради Безлюдівської громади

Указом Президії Верховної Ради СРСР від 22 лютого 1944 року за «мужність, відвагу і героїзм, проявлені в боротьбі з німецькими військами, гвардії сержант Роман Левицький посмертно був удостоєний  звання Героя Радянського Союзу. Також був нагороджений орденом Леніна і медаллю «За відвагу».
В честь Левицького встановлено його бюст та названо вулицю в смт Безлюдівка.

## Родина
- батько Левицький Іван Федорович -- археолог.